# Matt Cohen (actor)
Matt Cohen  (n. 28 septembrie 1982, Miami, Florida, SUA) este un actor american de film și televiziune. Este cel mai cunoscut pentru interpretarea tânărului John Winchester și a arhanghelului Mihail în seria Supernatural, a lui Aiden Dennison în seria dramatică South of Nowhere sau ca Griffin Munro în General Hospital. 

## Biografie
Cohen s-a născut în Miami, Florida.

## Filmografie

### Film
| An   | Titlu                    | Rol            | Note                                                                                                 |
| ---- | ------------------------ | -------------- | --- |
| 2007 | Boogeyman 2              | Henry Porter   | A direct-to-video horror film directed by Jeff Betancourt.                                           |
| 2009 | The Outside              | Travis         | - Co-Producer - Directed by Ari Davis.                                                               |
| 2009 | Dark House               | Rudy           | A supernatural horror film directed by Darin Scott.                                                  |
| 2010 | Chain Letter             | Johnny Jones   | A horror film directed by Deon Taylor.                                                               |
| 2010 | Sunnyview                | Miguel         | Short film directed and written by Courtney Rowe.                                                    |
| 2011 | Tai Chi & Qi Gong Basics | Lead role      | Directed by James Wvinner.                                                                           |
| 2012 | Trigger                  | Ryan           | - Directed and co-written by Matt Sinnreich. - Co-written by Lee Ehlers.                             |
| 2012 | Chutes and Ladders       | Principal      | - Co-producer - Short film directed and written by Lee Ehlers.                                       |
| 2013 | Windsor Drive            | Matt           | American surrealist psychological thriller film directed by Natalie Bible' in her directorial debut. |
| 2014 | Hard Crime               | Vick Hammer    | Directed and written by Lee Ehlers.                                                                  |
| 2016 | Liquorice                | Bentley Edison | - Post-production - Directed by Natalie Bible                                                        |

### Televiziune
| An               | Titlu                          | Rol                                      | Note |
| ---------------- | ------------------------------ | ---------------------------------------- | --- |
| 2005             | Complex                        | Jacques                                  | Television film |
| 2005–2008        | South of Nowhere               | Aiden Dennison                           | Main role |
| 2006             | The O.C.                       | Jim                                      | Episode: "The Undertow" (3.18)                                                                                     |
| 2008             | Medium                         | Ryan Haas                                | Episode: "Lady Killer" (4.11)                                                                                      |
| 2008, 2010, 2015 | Supernatural                   | John Winchester (young), Michael         | Episodes: "In the Beginning" (4.03; credited as Matthew Cohen), "The Song Remains the Same" (5.13), "Baby" (11.04) |
| 2009             | Nite Tales: The Series         | Jon                                      | Episode: "Black Widow" (2.09)                                                                                      |
| 2010             | NCIS: Los Angeles              | Marine Private First Class James Winston | Episode: "Special Delivery" (2.04)                                                                                 |
| 2011             | 90210                          | Jeremy                                   | Recurring role (season 4)                                                                                          |
| 2011–2013        | Cowgirl Up                     | Sheriff B. Calhoun                       | Episodes: #1.6, #2.1, #2.6                                                                                         |
| 2013             | The Client List                | Victor Collins                           | Episode: "Save a Horse, Ride a Cowboy" (2.09)                                                                      |
| 2014             | Melissa & Joey                 | Vic Spinelli                             | Episode: "House Broken"                                                                                            |
| 2014             | Criminal Minds                 | John Franklin                            | Episode: "If the Shoe Fits" (10.06)                                                                                |
| 2015             | How to Get Away with Murder    | Levi Sutter                              | Recurring role (season 2)                                                                                          |
| 2015             | Guidance                       | Jim                                      | 2 episodes |
| 2016–present     | General Hospital               | Griffin Munro                            | Contract role |
| 2017             | Criminal Minds: Beyond Borders | Ryan Garrett                             | Recurring role |

### Alte lucrări
| An        | Titlu        | Rol          | Note                      |
| --------- | ------------ | ------------ | ------------------------- |
| 2009      | Rockville CA | Syd King     | Web series                |
| 2013      | Cowgirl Up   | Director     | Six episodes              |
| 2016–2017 | Kings of Con | Matt Cochran | Web series, Five episodes |